# Cobitis meridionalis
Espèce
Statut de conservation UICN

 VU D2 : Vulnérable
Cobitis meridionalis est un poisson de la famille des Cobitidae qui vit en Grèce, en Albanie et en Macédoine.

## Statut IUCN
Il est considéré comme une espèce menacée en raison de la dégradation de son habitat.